# ابن حوشب
ابوالقاسم حسن بن فرج بن حَوشَب کوفی مشهور به ابن حَوْشَب با لقب افتخاری منصورِ یمن (؟ – ۳۱ دسامبر ۹۱۴/ ۱۱ جمادی‌الثانی ۳۰۲) داعیِ ارشدِ اسماعیلی در سدهٔ دهم میلادی/سوم هجری، از اهالی کوفه بود. او با همکاری علی بن فضل جَیشانی، مذهب اسماعیلی را در یمن تأسیس کرد و در دهه‌های ۸۹۰ و ۹۰۰م، به نام امام اسماعیلی، عبدالله المهدی، که در آن زمان هنوز در خفا بود، بخش زیادی از آن کشور را فتح کرد. پس از آنکه مهدی در سال ۹۰۹م خود را علناً در افریقیه اعلام کرد و خلافت فاطمی را تأسیس کرد، ابن فضل علیه او شورید و ابن حوشب را به مقامی تابع مجبور کرد. زندگی ابن حوشب از زندگینامه‌ای که او نوشته است، شناخته شده است، در حالی که روایات اسماعیلی بعدی، دو رسالهٔ کلامی را به او نسبت می‌دهند.

## زندگی و پیشه
نسب کاملش ابوالقاسم الحسن بن فرج بن حوشب بن زاذان نجار کوفی است. او از نخستین داعیان اسماعیلی بود و بنیان‌گذار دعوت در یمن به‌شمار می‌آید. خانواده‌اش در اصل خانواده‌ای شیعهٔ امامی بودند که از کوفه ریشه گرفته بودند. پس از گرایش او به مذهب اسماعیلی، همراه با شخصی یمنی به نام علی بن فضل جَیشانی به یمن فرستاده شد تا دعوت را در آن‌جا گسترش دهند. هنگامی که در سال ۸۸۱م/ ۲۶۸ ق به یمن رسیدند، ابن حوشب فعالیت‌های خود را از شهر عدن آغاز کرد.
در سال ۸۸۳م/ ۲۷۰ ق، او به دعوت علنی پرداخت و مژدهٔ ظهور قریب‌الوقوع مهدی را اعلام کرد و توانست شمار زیادی از پیروان را به دعوت خود جذب کند. سپس ابن حوشب، ابوعبدالله شیعی را به مغرب فرستاد و داعیان دیگری را به سند، مصر و مناطق دیگر گسیل داشت. ابن حوشب پس از انشقاق در جنبش اسماعیلیه در سال ۸۹۹م/ ۲۸۶ ق، همچنان وفادار به رهبر مرکزی دعوت اسماعیلی، عبدالله المهدی باقی ماند. در حالی که یار پیشین او، علی بن فضل، پس از تصرف صنعا در سال ۹۱۱م/ ۲۹۹ ق، به‌طور علنی بیعت خود با امام ـ خلیفهٔ فاطمی ـ را نقض کرد.
سپس علی بن فضل نیروهایی را علیه ابن حوشب رهبری کرد و او را به مدت هشت ماه در کوه مسور محاصره نمود، اما سرانجام عقب‌نشینی کرد. سنت اسماعیلی نگارش کتاب «الرشد والهدایة» را به ابن حوشب نسبت می‌دهد، هرچند چیزی از آن باقی نمانده و تنها نقل‌قول‌هایی از آن در کتاب‌های دیگر حفظ شده است. کتاب «العالم والغلام» نیز که احتمالاً تألیف پسرش جعفر است، به او نسبت داده شده. همچنین بخش‌هایی از زندگینامهٔ ابن حوشب در منابع اسماعیلی متأخر حفظ شده است.
ابن حوشب در ۳۱ دسامبر ۹۱۴ / ۱۱ جمادی الآخر ۳۰۲ درگذشت و ابن الفضل در اکتبر ۹۱۵/ ربیع الآخر ۳۰۳ جانشین او شد.